# 川上雛菜
川上 雛菜（かわかみ ひな、1998年5月25日 - ）は、日本の元女子バレーボール選手。

## 来歴
千葉県船橋市出身。幼なじみの影響で中学1年生からバレーボールを始める。
敬愛学園高等学校を経て筑波大学に進学。大学2年時の2018年、東日本大学バレーボール選手権大会と全日本インカレで優勝。全日本インカレは2019年にも優勝し連覇を達成した。
2020/21シーズン、V.LEAGUE DIVISION1 WOMEN（V1女子）に所属するNECレッドロケッツの内定選手となった。内定選手としてV1の試合に出場し、Vリーグデビューを果たした。
2021年、大学卒業後に、NECレッドロケッツに入団した。
2024年3月11日、2023-24シーズン終了をもって現役引退すると発表された。

## 球歴
- 大学での成績
  - 2017年度 春季関東大学リーグ：優勝[2]
  - 2017年度 全日本大学選手権大会：準優勝[2]
  - 2018年度 東日本大学選手権大会：優勝[2]
  - 2018年度 全日本大学選手権大会：優勝[2]
  - 2019年度 東日本大学選手権大会：3位[2]
  - 2019年度 全日本大学選手権大会：優勝[2]
  - 2020年度 全日本大学選手権大会：3位[2]

## 所属チーム
- 敬愛学園高等学校（2014-2017年）
- 筑波大学（2017-2021年）
- NECレッドロケッツ（2021-2024年）#17

## 受賞歴
- 2017年度 春季関東大学リーグ：新人賞[2]
- 2017年度 全日本大学選手権大会：サーブ賞[6]
- 2018年度 東日本大学選手権大会：スパイク賞 / サーブ賞[2]
- 2019年度 東日本大学選手権大会：ベストスコアラー賞[2]

## 個人成績
V.LEAGUEの個人成績は下記の通り（順位決定戦、VCup含む）。
| 大会            | チーム          | 出場     | 出場        | アタック | アタック | アタック | アタック | バックアタック | バックアタック | バックアタック | バックアタック | アタック 決定本数 | ブロック | ブロック       | サーブ | サーブ         | サーブ   | サーブ | サーブ | サーブ   | サーブレシーブ | サーブレシーブ | サーブレシーブ | サーブレシーブ | 総得点      | 総得点      | 総得点   | 総得点      |
| --------------- | --------------- | -------- | ----------- | -------- | -------- | -------- | -------- | -------------- | -------------- | -------------- | -------------- | ----------------- | -------- | -------------- | ------ | -------------- | -------- | ------ | ------ | -------- | -------------- | -------------- | -------------- | -------------- | ----------- | ----------- | -------- | ----------- |
| 大会            | チーム          | 試 合 数 | セ ッ ト 数 | 打 数    | 得 点    | 失 点    | 決 定 率 | 打 数          | 得 点          | 失 点          | 決 定 率       | セ ッ ト 平 均    | 得 点    | セ ッ ト 平 均 | 打 数  | ノ 丨 タ ッ チ | エ 丨 ス | 失 点  | 効 果  | 効 果 率 | 受 数          | 成 功 ・ 優    | 成 功 ・ 良    | 成 功 率       | ア タ ッ ク | ブ ロ ッ ク | サ 丨 ブ | 得 点 合 計 |
| V1 2021-22      | NEC             | 11       | 16          | 16       | 5        | 1        | 31.2     | 2              | 0              | 0              | 0.0            | 0.31              | 0        | -              | 31     | 0              | 0        | 1      | 9      | 6.5      | 23             | 4              | 7              | 32.6           | 5           | 0           | 0        | 5           |
| V1 2020-21      | NEC             | 11       | 36          | 15       | 4        | 1        | 26.7     | 2              | 1              | 0              | 50             | 0.11              | 0        | -              | 57     | 0              | 0        | 0      | 14     | 6.1      | 22             | 13             | 3              | 65.9           | 4           | 0           | 0        | 4           |
| 通算：2シーズン | 通算：2シーズン | 22       | 52          | 31       | 9        | 2        | 29       | 4              | 1              | 0              | 25.0           | 0.17              | 0        | -              | 88     | 0              | 0        | 1      | 23     | 6.2      | 45             | 17             | 10             | 48.9           | 9           | 0           | 0        | 9           |

## 出演

### YouTube
NEC レッドロケッツ【official】 
- 川上雛菜選手より2020-21シーズン終了の御礼（2021年5月11日）